# Haus am Dom

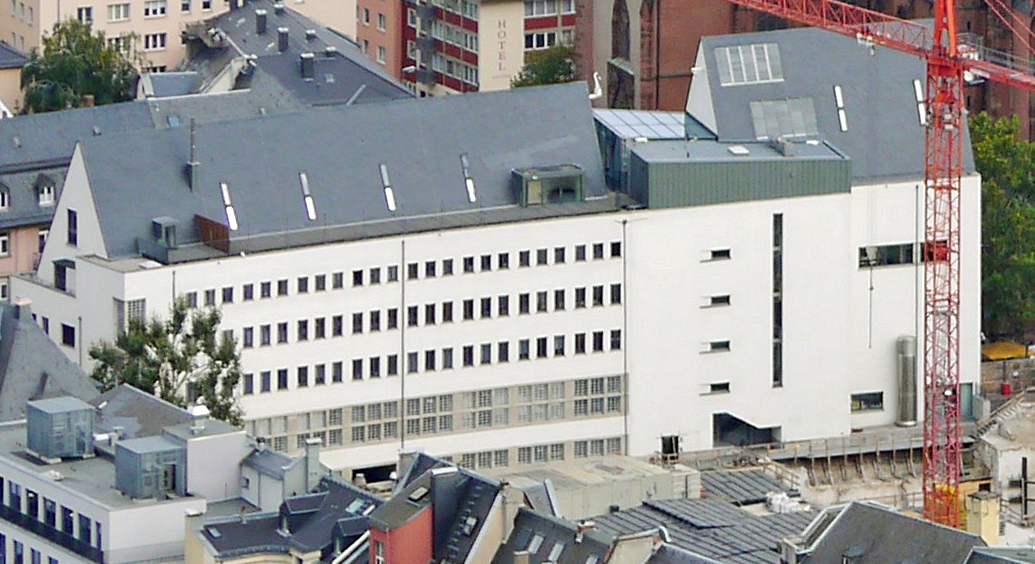
Haus am Dom 2012 vom Maintower aus

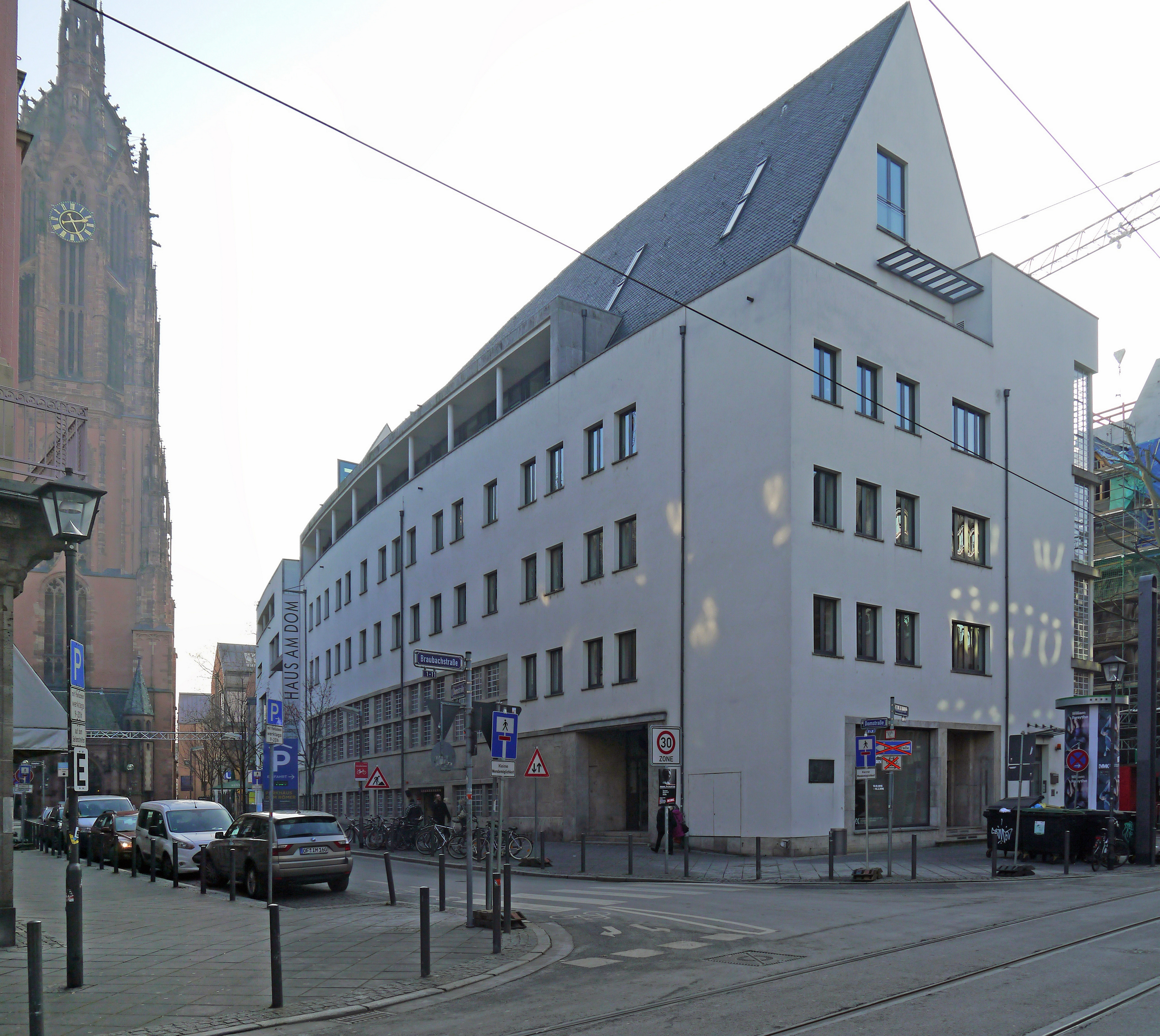
Blick vom MMK I auf das MMK III im Haus am Dom

Das Haus am Dom in Frankfurt am Main ist ein Bildungs-, Kultur- und Tagungszentrum des Bistums Limburg in Frankfurt am Main. Es versteht sich als Plattform zwischen Kirche und Gesellschaft und als Drehscheibe des städtischen und gesellschaftlichen Diskurses. Eröffnet wurde das Haus am Dom am 14. Januar 2007 durch Bischof Franz Kamphaus. Seither führen hier Gesprächsrunden und Akademietagungen zu aktuellen gesellschaftlichen, religiösen und kulturellen Themen Menschen zusammen. Es ist auch Podium für das Aktuelle Forum des Domkreises Kirche und Wissenschaft, zentraler Veranstaltungsort der Frankfurter katholischen Gemeinden und attraktiver Tagungsort für nichtkirchliche Gruppen und Institutionen. Ausstellungsräume des Museums für Moderne Kunst, der MMK-Zollsaal, und des Dommuseums, das so genannte Sakristeum, ergänzen das Angebot. Untergebracht ist das Zentrum im ehemaligen Hauptzollamt der Stadt in der Frankfurter Altstadt und in direkter Nachbarschaft zum Kaiserdom St. Bartholomäus.

## Kirchliche Einrichtungen im Haus am Dom
Im Haus am Dom befinden sich darüber hinaus verschiedene Einrichtungen der katholischen Stadtkirche Frankfurt und des Bistums Limburg.
Träger vieler Veranstaltungen ist die Katholische Akademie Rabanus Maurus, die Katholische Erwachsenenbildung, das Amt für katholische Religionspädagogik und die Stadtkirche Frankfurt.
In der Katholischen Akademie arbeiten neben dem Direktor sieben Studienleiterinnen und Studienleiter in den Themenfeldern Philosophie/Theologie, Ethik/Naturwissenschaft/Medizin, Wirtschaft und Finanzen, Zeitgeschichte, Kunst, Soziales und Arbeit in der Einen Welt sowie Lebenskunst/Literatur/Interkulturelles.
Die Katholische Erwachsenenbildung (KEB) umfasst die Leitung des Diözesanbildungswerks der Diözese Limburg, das Bildungswerk Frankfurt und die Bildungswerke Hochtaunus und Main-Taunus. Sitz des Vorsitzenden Katholische Erwachsenenbildung – Landesarbeitsgemeinschaft Hessen.
Das Religionspädagogische Amt hält eine umfangreiche Bibliothek und Mediathek bereit.
Die Fachstelle für katholische Stadtkirchenarbeit und deren Referate für christlich-islamischen Dialog und Gemeinden anderer Muttersprache ist für die katholische Kirche in der Stadt Frankfurt zuständig.
Die Katholische Medienarbeit Rhein-Main arbeitet mit diversen Redaktionen, einem Hörfunkstudio für den privaten Rundfunk, der Arbeitsstelle „Katholische Kirche beim HR“, der Frankfurt-Redaktion der Bistumszeitung Der Sonntag am öffentlichen Erscheinungsbild des Bistums.
Das Referat für Weltanschauungsfragen ist Anlaufstelle für vielfältige Anfragen, Informationswünsche und Beratung im weiten Feld der Religionen und Weltanschauungen.
Im Erdgeschoss befindet sich ein italienisches Restaurant.
Direktor des Hauses ist der habilitierte Theologe Joachim Valentin.

## Geschichte
Ein katholisches Zentrum in der Frankfurter Innenstadt wurde im Bistum Limburg bereits seit 1990 geplant und diskutiert. Nach der Visitation von Bischof Franz Kamphaus im Jahr 1989 forderte der Stadtsynodalrat die Neugestaltung eines Pastoral- und Begegnungszentrums. Das alte Hauptzollamt als Standort für die Akademie des Bistums und andere katholische Einrichtungen kam Ende 1996 ins Gespräch. Im September 2000 konnte ein entsprechender Kaufvertrag mit der Stadt Frankfurt abgeschlossen werden, der die Nutzung des Zollsaals durch das Museum für Moderne Kunst vorsah. Nach einem Architekturwettbewerb im Jahr 2001 wurden die Pläne von dem Frankfurter Architekten Jochem Jourdan entwickelt. Dank weitgehender Erhaltung des historischen Baubestandes konnte das Investitionsvolumen von ursprünglich 30 auf rund 20 Millionen Euro gesenkt werden. Die lange Planungs- und Diskussionszeit hat dem Bistum die Möglichkeit geboten, ausreichende Rücklagen zu bilden, die den Bau des Hauses am Dom ermöglichten, obwohl die Entwicklung der Kirchensteuereinnahmen auch das Bistum Limburg zu einem strikten Sparkurs zwingt.

## Das Gebäude

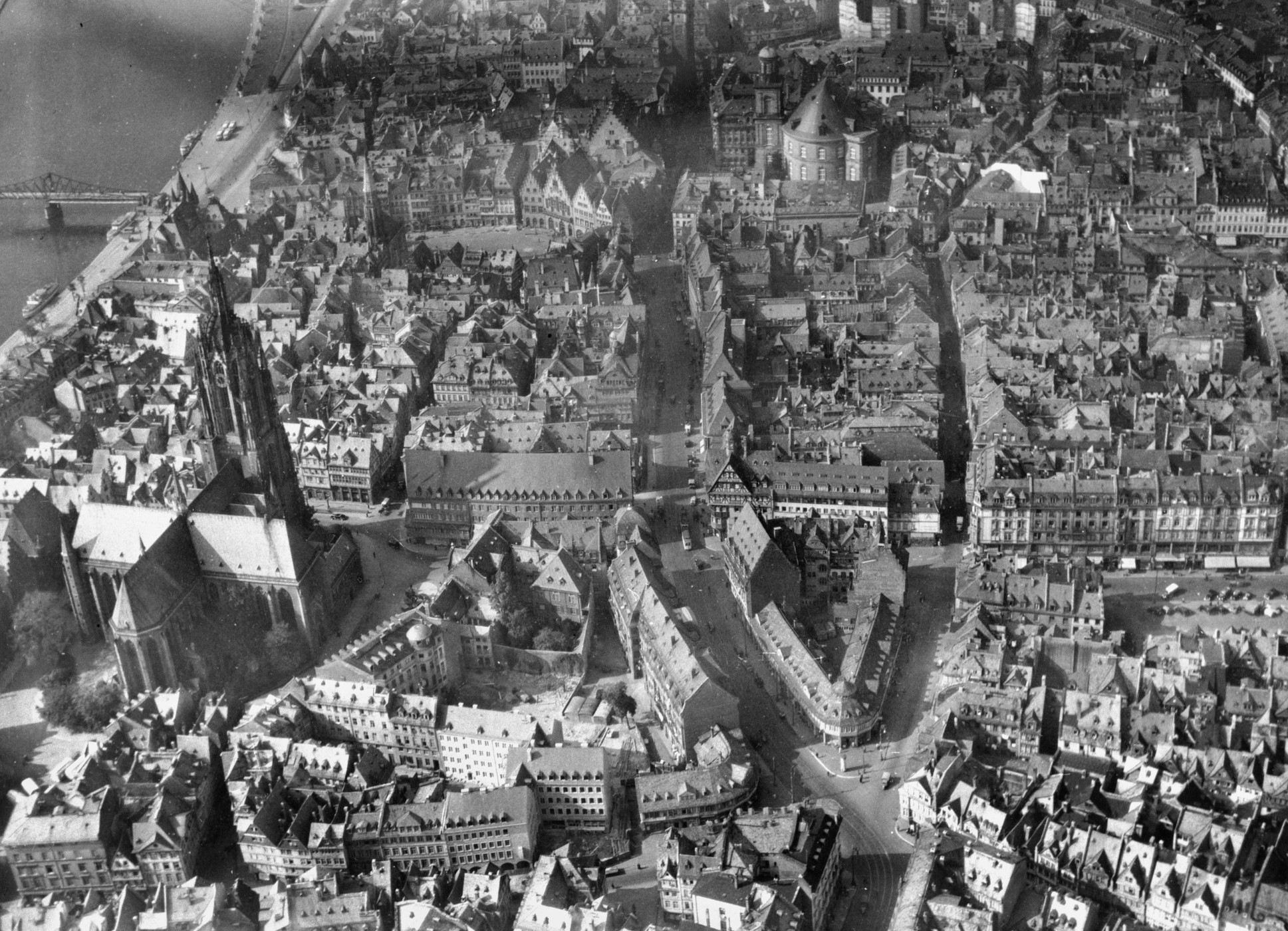
Luftbild der Frankfurter Altstadt aus den 1940er Jahren - Zwischen Dom und der Baubrachstraße ist das 1927 erbaute Hauptzollamt zu erkennen

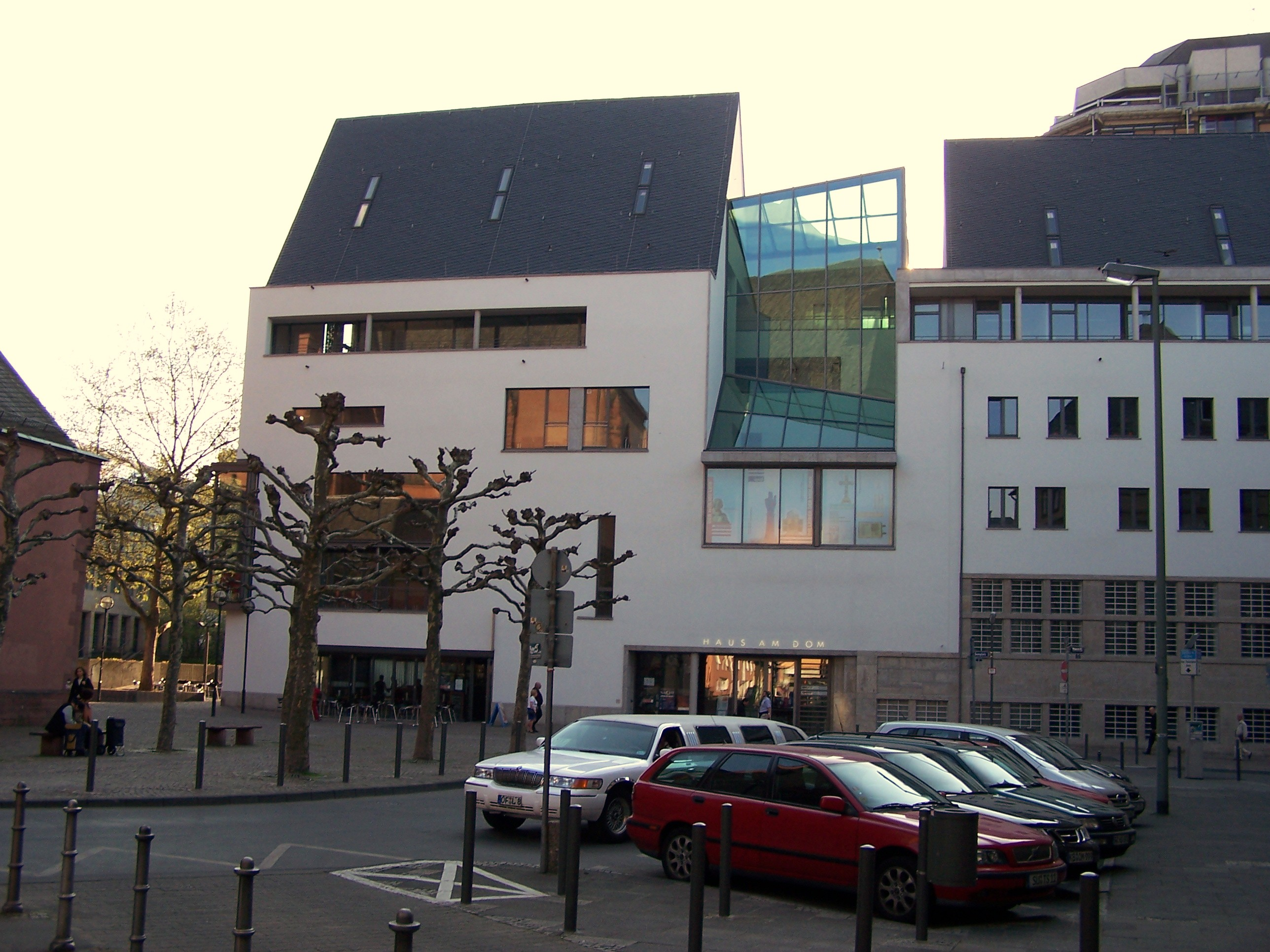
Haus am Dom

Das Hauptzollamt war 1927 von Werner Hebebrand inmitten der Frankfurter Altstadt als Teil des Projekts Neues Frankfurt erbaut worden. Zentrum des historischen Teils dieses Gebäudes ist der große Zollsaal, der künftig als experimentelle Ausstellungsfläche vom Museum für Moderne Kunst (ZOLLAMT MMK) genutzt wird, welches diagonal gegenüber dem Haus am Dom liegt. Nach dem Zweiten Weltkrieg wurde das zerstörte Dach durch ein vereinfachtes ersetzt.
Aus Kostengründen hat sich das Bistum entschieden, den so genannten Langbau mit einem architektonisch bedeutsamen Treppenhaus aus der Erbauungszeit und dem Zollsaal komplett zu erhalten und zu sanieren, der südliche Teil wurde abgerissen. Neu gebaut wurde der sogenannte Kopfbau, in dem der Saal, ein Restaurant und die Seminar- und Veranstaltungsräume ihren Platz haben. Verbunden sind die Hausteile durch ein gläsernes Hallenfoyer. Das Haus am Dom erhielt ein leicht geschwungenes, steiles Satteldach, das schon 1927 auf Druck der Altstadtfreunde von Werner Hebebrand statt des ursprünglich vorgesehenen Flachdaches gebaut werden musste.
Mit der Realisierung der Frankfurter Architekten Jourdan & Müller, die im Jahr 2001 den Architektenwettbewerb für sich entschieden hatten, werden Elemente der ursprünglichen städtebaulichen Situation wieder erfahrbar. Das steile Satteldach erinnert an die Spitzgiebel früherer Altstadthäuser, die an der Bauhaus-Epoche orientierte Fassade des alten Zollhauses, und der moderne Glasbau spiegeln den steten Wandel der Frankfurter Stadtarchitektur wider.
Allerdings hält das Gebäude am südlichen Ende nicht die ursprüngliche Parzellengröße des Hauptzollamts ein, sondern rückt deutlich weiter in die nördliche Bauflucht des Alten Markts und dadurch ahistorisch nah an das im Rahmen des Dom-Römer-Projekts bis 2018 rekonstruierte Altstadthaus Goldene Waage.